# 聖胎長養
聖胎長養（しょうたいちょうよう）とは、菩薩道の長い修行において仏の果報を得ること、身体を愛護することをいう。特に禅宗においては「悟後の修行」を意味し、一般にはこれを指すことが多い。

## 菩薩道
聖胎とは、仏の種子（譬喩的に仏となりうるたねを宿す）をいう。大乗仏教の菩薩道を歩む修行の階梯を示す菩薩五十二位の中の十住・十行・十廻向を指し、ここまでは凡夫の位であり、この上の十地が聖者の位、妙覚において仏と等しくなる。聖胎長養とは、修行して仏となる果報を得ること。または仏道を全うするために自分の身体を愛護して長く養うこと。

## 悟後の修行
禅宗においては、見性を得た身心をさらに長く養い、悟りを育てる悟後の修行を「聖胎長養」という。修行が済み、ある境地を得たといっても、それを真に無碍自在に活用できるようになるがために、容易に世に出ずに、さらに心境を錬ること。人は一度悟ったとしても、慢心しているとすぐ迷妄に陥るからとする。
唐代初期の馬祖道一の『馬祖語録』「示衆」の「見色見心」にて、「色の空なるを知るが故に、生は則ち不生なり。若し此の意を了せば、乃ち時に随いて著衣喫飯し、聖胎を長養して、任運に時を過ごすべし」とあり、馬祖道一の門下の大梅法常、亮座主、大珠慧海は大悟したのち、聖胎長養にみな励んだという。
日本においては、悟後の修行である聖胎長養を鎌倉時代末期の大燈国師、関山慧玄が重視した。
大燈国師は、大応国師から与えられた『碧巌録』の雲門の関字の公案を3年かけて透過し、大応の印可を得た大燈は、京都に帰り鴨川の東岸あたりで乞食の群れに入り、日夜刻苦精励したと伝えられる。これが有名な「五条橋下二十年の聖胎長養」である。関山は京都洛北・大徳寺の開山・大燈国師について修行、禅関の奥義を極め、52歳のとき、印可と関山慧玄の道号を授かり、美濃の伊深の里に身を隠し、里人と一緒になって牛を追い、田畑を耕して悟後の修行に励んだとされる。
大燈は20年、関山慧玄は9年、白隠の師正受老人は44年の聖胎長養の時を持っている。江戸時代の白隠禅師はこれを取り入れ、「見性」と「悟後の修行」の2段階の修行を唱えた。最大の関門は「見性」であるとし、「本来の面目」を覚知自証した後は、これに満足せず、修行者は「悟後の修行（聖胎長養）」によって悟りを深めることで、禅の完成があるとした。この修行は臨済宗の禅の特徴となった。
白隠は、その法語では、しばしば、永遠の「悟後の修行」を勧め、たとえ悟りを得ても菩提心なければ魔道に堕つと説く。菩提心とは上求菩提（じょうぐぼだい）と下化衆生（げけしゅじょう）であり、自利の坐禅・公案の修行と、利他の心、すなわち四弘誓願の実践、人を助くる法施を勧める。法施とは、法を説いて人に施すこと。つまり、仏の教えを説いて、人びとを救おうという実践、それが菩提心であると説いた。そのためにあらゆる分野の書物を読んで学問をして、それによって人に施せとした。